# 에이다 당신이군요. 최초의 프로그래머
에이다 당신이군요. 최초의 프로그래머: 컴퓨터 탄생을 둘러싼 기이하고 놀라운 이야기는 스팀펑크 그래픽 노블로 시드니 파두아가 지었다. 에이다 러브레이스와 찰스 배비지가 어떻게 해석기관을 성공적으로 만들어내고, 이용해 행동하는 것에 관한 평행우주 세계의 이야기이다.